# Мотяково
Мотя́ково (рос. Мотяково) — присілок у складі Люберецького міського округу Московської області, Росія.

## Населення
Населення — 134 особи (2010; 241 у 2002).
Національний склад (станом на 2002 рік):
- росіяни — 74 %